# أقفنطة
أقفنطة قرية شمال شرق ليبيا في الجبل الأخضر شمال غرب مدينة البيضاء بحوالي 17 كم وهي تتبع بلديتها .